# Onesia parafacialis
Onesia parafacialis este o specie de muște din genul Onesia, familia Calliphoridae, descrisă de Hiromu Kurahashi și Tumrasvin în anul 1979.
Este endemică în Thailand. Conform Catalogue of Life specia Onesia parafacialis nu are subspecii cunoscute.